# Jacques Degrandi
Jacques Degrandi, né le 17 avril 1949 à Pontarlier, est un magistrat français. Président du tribunal de grande instance de Paris entre 2007 et 2010, il est premier président de la cour d'appel de Paris de 2010 à 2014.

## Biographie

### Jeunesse et formation
Né le 17 avril 1949 à Pontarlier (Doubs), Jacques Degrandi est titulaire d'une licence et d'une maîtrise en droit. Admis au concours d'entrée à l'École nationale de la magistrature, il est nommé auditeur de justice en 1974.

### Carrière
À la sortie de l'École nationale de la magistrature (ENM) en 1975, il est nommé à Grasse comme substitut du procureur de la République. Il est ensuite successivement juge d'instruction à Aix-en-Provence en 1976, substitut dans la même ville en 1977 puis à Évry-Corbeil en 1978 avant d'être nommé au sein de la Direction des Affaires criminelles et des Grâces du ministère de la Justice la même année. Après cette expérience à la Chancellerie, il devient vice-président du tribunal de grande instance de Toulouse en 1983.

#### Président de tribunaux de grande instance
En 1995, alors conseiller à la cour d'appel d'Aix-en-Provence, il est nommé président du tribunal de grande instance de Draguignan. En cette qualité, il entre au conseil d'administration de l'École nationale de la magistrature en 1996. En 1999, il est devient président du tribunal de grande instance d'Avignon et est à nouveau nommé au conseil d'administration de l'ENM en 2000. En 2004, il est nommé président du tribunal de grande instance de Nanterre, juridiction en proie à une pénurie croissante de greffiers,.
En 2007, Jacques Degrandi est nommé président du tribunal de grande instance de Paris, succédant à Jean-Claude Magendie,. Le Syndicat de la magistrature le décrit alors comme « un homme très contesté pour sa gestion autoritaire ». Dès son arrivée, il se montre particulièrement hostile à l'égard des journalistes, cherchant en vain à leur faire interdire l'accès aux galeries où se situent les bureaux des juges d'instruction et réclamant la création d'un « comité national d'éthique » destiné à contrôler le travail de la presse judiciaire.

#### Premier président de la cour d'appel de Paris
En 2010, alors que Chantal Arens le remplace à la tête du TGI de Paris, il est choisi pour succéder à Jean-Claude Magendie au poste convoité de premier président de la cour d'appel de Paris,,. Peu de temps après sa nomination, il se prononce publiquement en faveur de la suppression du juge d'instruction. En 2012, alors que le directeur de cabinet de Christiane Taubira, alors garde des Sceaux, faisait montre dans une note de sa volonté de soumettre à l'autorisation du ministère les déplacements internationaux des magistrats notamment instructeurs, Jacques Degrandi s'éleva contre cette mesure et précisa spontanément qu'elle ne s'appliquerait aucunement aux actes de nature juridictionnelle. En 2013, alors qu'il était à l'origine des poursuites lancées contre le juge d'instruction Patrick Ramaël, actif dans l'affaire Ben Barka, il est convoqué et jugé par contumace devant la formation disciplinaire du Conseil supérieur de la magistrature,.
La même année, en 2013, il siège en personne à la cour d'appel de Paris pour juger la médiatique affaire de la crèche Baby Loup, laquelle avait licencié une salariée portant un foulard islamique en invoquant le principe de laïcité,.
Il fait valoir ses droits à la retraite et quitte ses fonctions en 2014, laissant la place à Chantal Arens.

## Décorations
- Officier de la Légion d'honneur (2011, chevalier en 2003)[23]
- Officier de l'ordre national du Mérite (2008, chevalier en 1996)[24]